# Robres del Castillo
Robres del Castillo és un municipi de la Rioja, a la regió de la Rioja Mitjana.

## Història
Robres és esmentada en els delmes donats al cabildo de Calahorra el 1156. També està en l'assignació de la tercera part dels delmes que va fer a la taula capitular de Calahorra el seu bisbe Juan de Préjano en l'any 1200. Entre els cavallers de la casa del primer Duc de Nájera, Pedro Manrique de Lara, a fins del segle xv, està Juan de Lezana, senyor de la vila de Robres. Va pertànyer al senyoriu dels Lizanas, qui posaven alcalde. Després de l'abolició dels senyorius pas a formar part de la província de Sòria i en 1833 a la Província de Logronyo.